# « I Quit » match
Le « I Quit » match est un type de match au catch.
Il peut se dérouler n'importe où et, pour l'emporter, un catcheur doit obliger son adversaire à dire « I Quit » (en français, « j'abandonne ») dans le microphone que lui tend l'arbitre. Ce match est sans disqualification ni décompte à l'extérieur. Généralement pour remporter le match, le catcheur applique une prise de soumission ou alors frappe assez fort pour provoquer une forte douleur et ainsi, le pousser à abandonner.
Le premier a eu lieu le 28 novembre 1985 au Starrcade III: The Beginning de NWA Jim Crockett Promotions, qui s'est tenu à la Colisée Omni à Atlanta, en Géorgie.
Magnum TA. a battu Tully Blanchard dans un match en cage pour le championnat des poids lourds NWA des États-Unis.
D'autres matchs de concession verbale de ce type ont utilisé « I respect you (Je vous respecte) », « I forfeit (J'abandonne) » et « pas plus (no más) » comme expressions de concession verbale.
À la WWE, il y a eu des moments où le lutteur concédant ne faisait pas l'appel. Lors du match Royal Rumble de 1999 entre The Rock et Mankind, The Rock a assommé Mankind. Le système de sonorisation du Centre Honda, qui accueillait l'événement, a diffusé une précédente promo de Mankind prononçant la phrase de concession pour mettre fin au match.  Dans WWE No Mercy en 2003, Vince McMahon a battu Stephanie McMahon lorsque la mère de Stephanie (l'épouse de Vince) a jeté l'éponge. Dans WWE Payback de 2015, John Cena a battu Rusev lorsque le manager de Rusev a fait la concession, "He quits (il a démissionné)" à l'arbitre.

## Règles
Le but de ce match est de forcer votre adversaire à concéder verbalement dans un microphone tenu par un arbitre. Il n'y a pas de disqualification ni de décompte à l'extérieur.

## Les matchs

### World Wrestling Federation/Entertainment
| #  | Match                                | Évènement           | Date              | Réf   |
| -- | ------------------------------------ | ------------------- | ----------------- | ----- |
| 1  | Bret Hart bat Bob Backlund           | WrestleMania XI     | 2 avril 1995      | [ 2 ] |
| 2  | The Rock bat Mankind                 | Royal Rumble        | 24 janvier 1999   | [ 3 ] |
| 3  | The Rock bat Triple H                | RAW is WAR          | 25 janvier 1999   |       |
| 4  | Vince McMahon bat Stephanie McMahon* | No Mercy            | 19 octobre 2003   |       |
| 5  | John Cena bat John Bradshaw Layfield | Judgment Day        | 22 mai 2005       |       |
| 6  | Ric Flair bat Mick Foley             | SummerSlam          | 20 août 2006      |       |
| 7  | Chavo Guerrero bat Rey Mysterio      | SmackDown           | 15 octobre 2006   |       |
| 8  | Rey Mysterio bat Chavo Guerrero      | SmackDown           | 5 septembre 2007  |       |
| 9  | Beth Phoenix bat Melina              | One Night Stand     | 1er juin 2008     |       |
| 10 | Jeff Hardy bat Matt Hardy            | Backlash            | 26 avril 2009     |       |
| 11 | John Cena bat Randy Orton            | Breaking Point      | 13 septembre 2009 |       |
| 12 | John Cena bat Batista                | Over the Limit      | 23 mai 2010       |       |
| 13 | John Cena bat The Miz                | Over the Limit      | 22 mai 2011       |       |
| 14 | Alberto Del Rio bat Jack Swagger     | Extreme Rules       | 19 mai 2013       |       |
| 15 | John Cena bat Rusev                  | Payback             | 17 mai 2015       |       |
| 16 | Jack Gallagher bat Ariya Daivari     | 205 Live            | 17 janvier 2017   |       |
| 17 | Roman Reigns bat Jey Uso             | Hell in a Cell      | 25 octobre 2020   |       |
| 18 | Cody Rhodes bat AJ Styles            | Clash at the Castle | 15 juin 2024      |       |

### World Championship Wrestling
| # | Match                                                                     | Évènement        | Date             | Réf |
| - | ------------------------------------------------------------------------- | ---------------- | ---------------- | --- |
| 1 | Bill Goldberg bat Sid Vicious                                             | Mayhem           | 21 novembre 1999 |     |
| 2 | Roddy Piper bat Creative Control (Don and Ron Harris) (Handicap match)    | WCW Monday Nitro | 6 décembre 1999  |     |
| 3 | David Flair bat Terry Funk                                                | WCW Monday Nitro | 7 février 2000   |     |
| 4 | Dustin Rhodes bat Terry Funk                                              | Uncensored       | 19 mars 2000     |     |
| 5 | Norman Smiley bat M.I. Smooth pour conserver le WCW Hardcore Championship | WCW Thunder      | 22 août 2000     |     |

### Extreme Championship Wrestling
| # | Match                                                                            | Évènement                  | Date             | Réf |
| - | -------------------------------------------------------------------------------- | -------------------------- | ---------------- | --- |
| 1 | Terry Funk bat Eddie Gilbert                                                     | ECW Show                   | 23 janvier 1993  |     |
| 2 | Tommy Dreamer bat The Sandman                                                    | ECW Show                   | 1er octobre 1994 |     |
| 3 | Shane Douglas bat Pitbull #1 pour conserver le ECW World Television Championship | ECW Hostile City Showdown  | 15 mars 1997     |     |
| 4 | Tommy Dreamer bat C.W. Anderson                                                  | ECW Guilty as Charged 2001 | 7 janvier 2001   |     |

### Total Nonstop Action/Impact Wrestling
| # | Match                               | Évènement       | Date             | Réf |
| - | ----------------------------------- | --------------- | ---------------- | --- |
| 1 | A.J. Styles bat Booker T            | Sacrifice       | 24 mai 2009      |     |
| 2 | A.J. Styles bat Tommy Dreamer       | No Surrender    | 5 septembre 2010 |     |
| 3 | A.J. Styles bat Christopher Daniels | Bound for Glory | 16 octobre 2011  |     |
| 4 | Willie Mack bat Moose               | Genesis         | 9 janvier 2021   |     |

### Ring of Honor
| # | Match                           | Évènement           | Date             | Réf |
| - | ------------------------------- | ------------------- | ---------------- | --- |
| 1 | Alex Shelley bat Jimmy Jacobs   | Joe vs. Punk II     | 16 octobre 2004  |     |
| 2 | Jimmy Rave bat Nigel McGuinness | Battle of the Icons | 27 janvier 2007  |     |
| 3 | Austin Aries bat Jimmy Jacobs   | Rising Above        | 22 novembre 2008 |     |

### All Elite Wrestling
| # | Match                            | Évènement | Date            | Réf   |
| - | -------------------------------- | --------- | --------------- | ----- |
| 1 | Jon Moxley bat Eddie Kingston    | Full Gear | 7 novembre 2020 | [ 4 ] |
| 2 | Adam Copeland bat Christian Cage | Dynamite  | 20 mars 2023    |       |